# Bahodir Qurbonov
Bahodir Qurbonov (5 grudnia 1972 w Ishtixonie) – uzbecki zapaśnik w stylu klasycznym. Dwukrotny olimpijczyk. Szesnasty w Atlancie 1996 i szósty w Sydney 2000 w kategorii do 63 kg.
Ośmiokrotny uczestnik mistrzostw świata; czwarty w 1989. Drugi na igrzyskach azjatyckich w 1998, trzeci w 1994 i czwarty w 2002. Trzy medale mistrzostw Azji, złoty w 2000.
Mąż gimnastyczki niemieckiej Oksany Chusovitiny.